# Victor Sjöström
Victor Sjöström, également appelé Victor Seastrom aux États-Unis, est un réalisateur, scénariste et acteur de cinéma suédois, né le 20 septembre 1879 à Sibodal dans le comté de Värmland et mort le 3 janvier 1960 à Stockholm. Il est considéré à la fois comme l'un des pères fondateurs (avec Mauritz Stiller) de l'école suédoise et l'un des pionniers de l'art cinématographique.

## Biographie
Il a six mois lorsque ses parents s'installent à New York. Sa mère, Elisabeth, née Hartman, une ancienne actrice provinciale est la sœur de Victor Hartman, premier acteur du Théâtre dramatique royal de Stockholm. Elle meurt lorsqu'il a 7 ans en 1886. Son père remarié, il est renvoyé en Suède chez une tante. Il fréquente le lycée d'Uppsala et fait du théâtre en amateur. Mais son père, revenu des États-Unis, où il a fait faillite, s'oppose à ses aspirations. Il l'oblige à travailler sur un chantier. À la mort de son père, en 1895, Sjöström peut enfin intégrer une troupe théâtrale en Finlande. En 1911, il crée sa propre compagnie et finit par s'imposer comme un comédien talentueux. Charles Magnusson l'engage comme acteur de cinéma et réalisateur en 1912. Il interprète quatre films de Mauritz Stiller, entré à la Svenska Biograph en même temps que lui. Il réalise son premier film la même année, Le Jardinier, qui sera interdit par la censure plusieurs années. Son premier succès mondial est Ingeborg Holm (1913). Terje Vigen d'après Henrik Ibsen en 1916 inaugure la grande période du cinéaste, marquée par des chefs-d'œuvre comme Les Proscrits (1918) ou plus tard La Charrette fantôme (1921), adaptation d'un roman de Selma Lagerlöf, lauréate du prix Nobel de littérature en 1909. Il entretiendra avec celle-ci de fécondes relations puisqu'il transposera également La Fille de la tourbière (Tösen från stormyrtorpet) (1917), La Voix des ancêtres (Ingmarssönerna) (1918) et La Montre brisée (Karin Ingmarsdotter) (1919). Il tourne 41 films en Suède dont certains ont disparu. Il se marie en 1922 en troisièmes noces avec l'actrice d'origine finlandaise Edith Erastoff, qui le soutient dans sa carrière.
Il accepte une proposition de Louis B. Mayer et en 1924, il part pour Hollywood où il se consacre exclusivement à la réalisation. Il y réalise plusieurs films (dont un nouveau chef-d'œuvre Le Vent et son premier film parlant Une femme à aimer) jusqu'en 1937. Rencontrant des difficultés avec l'avènement du cinéma parlant, il retourne en Suède. Là-bas, il tourne quelques films, puis reprend sa carrière d'acteur et reçoit la consécration en 1957 avec Les Fraises sauvages d'Ingmar Bergman qui est le dernier film dans lequel il joue.
Il meurt le 3 janvier 1960 à Stockholm à l'âge de 80 ans, et est enterré au Norra begravningsplatsen.

## Filmographie partielle

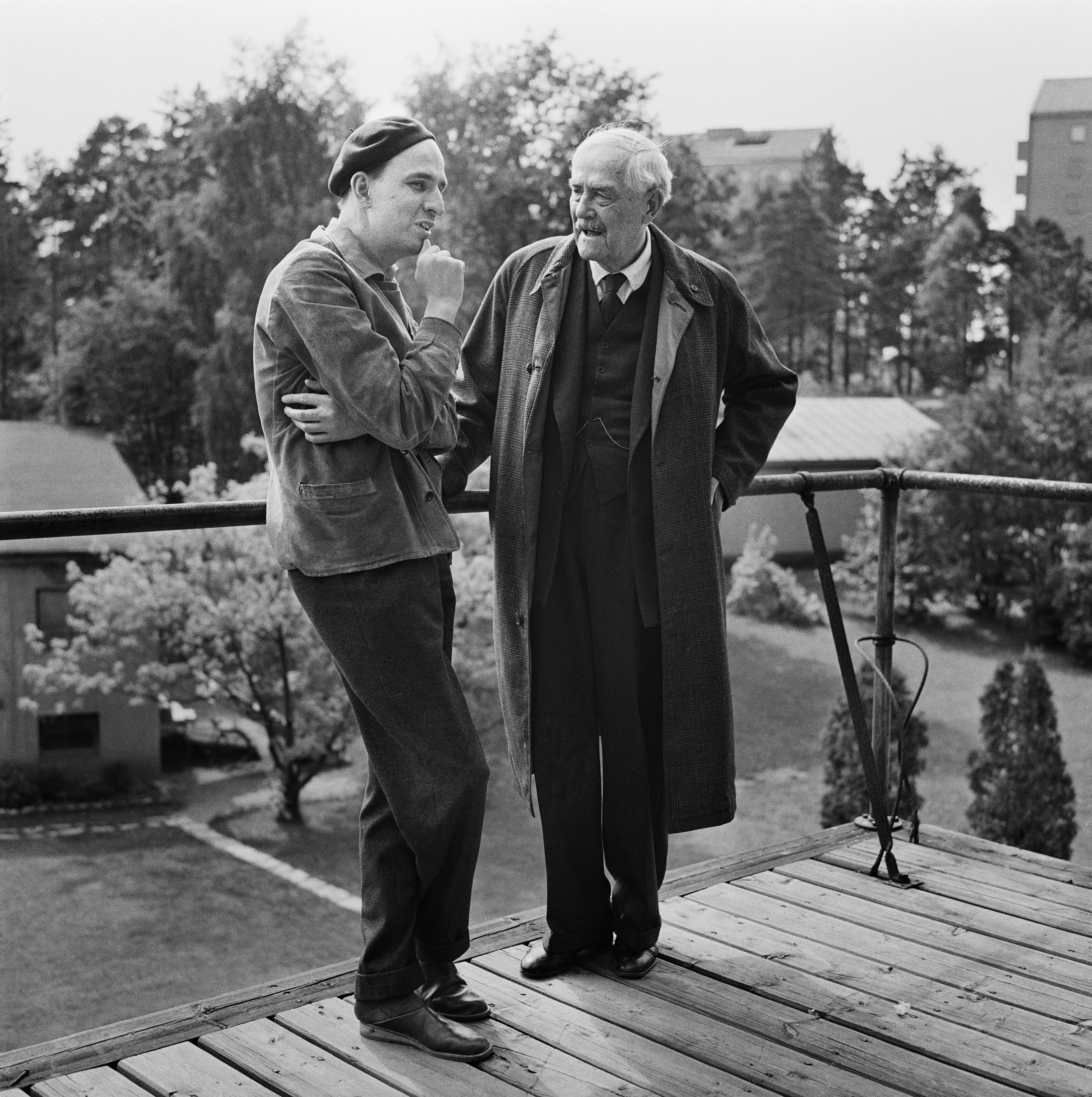
Ingmar Bergman et Victor Sjöström en 1957 sur le tournage des Fraises sauvages à la cité du cinéma (Filmstaden) de Solna.

### Comme réalisateur
- 1912 : Le Jardinier (Trädgårdsmästaren)[2]
- 1912 : Un mariage secret (Ett hemligt giftermål)
- 1913 : Le Bureau des mariages (Äktenskapsbyrån)
- 1913 : Sourires et Larmes (Löjen och tårar)
- 1913 : Le Flirt d'été de Lady Marion (Lady Marions sommarflirt)
- 1913 : La Voix du sang (Blodets röst)
- 1913 : Les Conflits de la vie (Livets konflikter)
- 1913 : Ingeborg Holm
- 1913 : Demi-sang (Halvblod)
- 1913 : Le Miracle (Miraklet)
- 1914 : L'Amour plus fort que la haine (Kärlek starkare än hat eller Skogsdotterns hemlighet)
- 1914 : Le Pasteur (Prästen)
- 1914 : Ne jugez pas (Dömen icke)
- 1914 : La Grève (Strejken)
- 1914 : L'Enfant de la rue (Gatans barn)
- 1914 : La Fille de la haute montagne (Högfjällets dotter)
- 1914 : Les cœurs se rencontrèrent (Hjärtan som mötas)
- 1915 : Sonad skuld
- 1915 : Les Vautours de la mer (Havsgamar)
- 1915 : C'était en mai (Det var i maj)
- 1915 : La Fille du gouverneur (Landshövdingens döttrar)
- 1915 : L'Argent de Judas (Judaspengar)
- 1915 : I prövningens stund
- 1916 : Skepp som mötas
- 1916 : Thérèse
- 1916 : L'Étrange Aventure de l'ingénieur Lebel (Dödkyssen)
- 1917 : Terje Vigen
- 1917 : La Fille de la tourbière (Tösen från stormyrtorpet)
- 1918 : Les Proscrits (Berg-Ejvind och hans hustru)
- 1919 : La Voix des ancêtres (Ingmarssönerna)
- 1919 : Le Testament de sa Grâce (Hans nåds testamente)
- 1920 : Le Monastère de Sendomir (Klostret i Sendomir)
- 1920 : La Montre brisée (Karin Ingmarsdotter)
- 1920 : Maître Samuel (Mästerman)
- 1921 : La Charrette fantôme (Körkarlen)
- 1922 : L'Épreuve du feu (Vem dömer ?)
- 1922 : La Maison cernée (Det omringade huset)
- 1923 : Le Vaisseau tragique (Eld ombord)
- 1924 : Le Glaive de la loi (Name the Man)
- 1924 : Larmes de clown (He who gets slapped)
- 1925 : Les Confessions d'une reine (Confessions of a Queen) (film réputé perdu en partie)
- 1925 : La Tour des mensonges (The Tower of Lies) (film réputé perdu)
- 1926 : La Lettre écarlate (The Scarlet Letter)
- 1928 : Le Vent (The Wind)
- 1928 : La Femme divine (The Divine Woman)
- 1928 : Les Masques de Satan (The Masks of the Devil)
- 1930 : Le Désir de chaque femme (A Lady to love)
- 1931 : Les Markurell de Wadköping (Markurells i Wadköping)
- 1937 : Sous la robe rouge (Under the Red Robe)

### Acteur
- 1913 : Le Vampire (Vampyren) de Mauritz Stiller : le lieutenant Roberts
- 1913 : Quand l'amour tue (När kärleken dödar) de Mauritz Stiller : le peintre Oscar Falck
- 1913 : Les Conflits de la vie (Livets konflikter) de Victor Sjöström
- 1914 : La Grève (Strejken) de Victor Sjöström
- 1916 : L'Étrange Aventure de l'ingénieur Lebel (Dödkyssen) de Victor Sjöström : Weyler / professeur Lebel
- 1916 : Terje Vigen de Victor Sjöström
- 1917 : Le Meilleur film de Thomas Graal (Thomas Graals bästa film) de Mauritz Stiller
- 1918 : Leur premier né (Thomas Graals bästa barn) de Mauritz Stiller
- 1920 : Maître Samuel (Mästerman)
- 1921 : La Charrette fantôme (Körkarlen) de Victor Sjöström
- 1931 : Les Markurell de Wadköping (Markurells i Wadköping) de Victor Sjöström
- 1941 : Striden går vidare de Gustaf Molander
- 1943 : La Parole (Ordet) de Gustaf Molander
- 1950 : Vers la joie (Till glädje) d'Ingmar Bergman
- 1957 : Les Fraises sauvages (Smultronstället) d'Ingmar Bergman

## Distinctions
- Berlinale 1958 : Prix FIPRESCI pour sa performance dans Les Fraises sauvages
- 12e cérémonie des British Academy Film Awards : nommé pour le prix du meilleur acteur étranger pour Les Fraises sauvages